# Хамаду, Баркат Гурад
Баркат Гурад Хамаду (араб. بركات غوراد حمادو‎, фр. Barkat Gourad Hamadou; 1 января 1930, Тевао, Дихиль, Французский берег Сомали — 18 марта 2018, Париж) — джибутийский политик, государственный деятель, премьер-министр Джибути (1978—2001).

## Биография
Представитель народности афар. Родился в городе Тевао региона Дикиль на юго-западе Джибути (тогда Французский берег Сомали). До независимости Джибути дважды, в 1965 и 1974 годах, избирался членом Сената Франции. После объявления Джибути независимости в июне 1977 года, Хамаду стал министром здравоохранения в правительстве страны. 30 сентября 1978 года президент Хасан Гулед Аптидон назначил его премьер-министром правительства, сформированного 2 октября 1978 года, в котором одновременно занимал пост министра портов.
На парламентских выборах 1992 года был первым кандидатом в списке правящего Народного объединения за прогресс (RPP) по округу Джибути. После выборов вновь был назначен премьер-министром 4 февраля 1993 года. Хамаду сыграл важную роль в мирном соглашении с повстанческой группировкой афаров Фронт за восстановление единства и демократии (FRUD), которое было подписано в 1994 году. В результате этого соглашения 8 июня 1995 года было сформировано новое правительство, в состав которого вошли члены фронта. Хамаду остался в новом правительстве премьер-министром, совмещая должность министра проектов.
На следующих парламентских выборах 1997 года Хамаду был первым кандидатом в списке RPP —FRUD по округу Джибути. После выборов вновь стал премьер-министром в правительстве из 17 членов, сформированном 28 декабря 1997 года. Когда Исмаил Омар Гелле сменил Гуледа на посту президента в мае 1999 года, Хамаду остался премьер-министром.
В марте 2000 года был госпитализирован в больницу французской армии в Джибути из-за болезни сердца. С марта по октябрь 2000 года лечился в Париже. В феврале 2001 года подал в отставку с поста премьер-министра, а позднее и с поста вице-президента RPP.
Умер 18 марта 2018 года в Париже в возрасте 88 лет.